# Pavel Klouchantsev
Pavel Vladimirovitch Klouchantsev (en russe : Па́вел Влади́мирович Клуша́нцев), né le 25 février 1910 à Saint-Pétersbourg et décédé le 27 avril 1999 à Saint-Pétersbourg, est un réalisateur, un scénariste et un écrivain russe de science-fiction de l'ère soviétique ayant contribué à faire des films de science-fiction visionnaires et des documentaires en étant l'un des pionniers des effets spéciaux.

## Biographie
Enfant il rêvait de devenir écrivain mais il fut obligé de vivre dans un appartement communautaire avec sa mère et de suivre un stage de fabrication et de vente d'échiquiers. À seize ans, ayant obtenu son diplôme de fin d'études secondaires, il abandonna l'idée de devenir écrivain et tenta l'inscription dans un Institut de technologie. Il réussit les examens mais il ne fut pas retenu à cause de son origine sociale: il était né dans une famille de riches aristocrates, donc suspect.
En revanche, il réussit à rentrer au Kinotechnicum de Léningrad où les étudiants étaient issus de milieux «supérieurs» au sien. Il y étudia la mécanique, l'optique, l'électronique, la chimie. Il en sortit avec le diplôme d'opérateur en 1930. Jusqu'en 1932, il travailla au studio Belgoskino, Cinéma national de Biélorussie, à Léningrad en tant qu'assistant opérateur et jusqu'en 1934 en tant qu'opérateur. La même année il commença à travailler à Lenfilm, 4 rue Melnichnaya à Léningrad où il devint producteur et réalisateur de films éducatifs et scientifiques dont le premier fut Sept barrières en 1935. En 1936, on créa un minuscule atelier de trucages, Lentehfilm, destiné à la réalisation d'effets spéciaux: on fit appel à lui pour le diriger. Avec le peu d'argent que l'administration lui fournit pour acheter l'équipement nécessaire, il emmena quelques assistants. Bientôt ils ne suffirent pas à assurer devant l'afflux de commandes; il fallut créer trois équipes. En 1937, il créa le département «de tir combiné» et le studio effectua «cadres combinés, déplacement des nodules, empreinte d'inscriptions dans l'image, modification des images, accélération et décélération, imagerie de fluorescence, incorporation de maquettes dans un décor naturel pour réduire les coûts»1. En 1939, il fut reconnu à juste titre comme un opérateur de premier ordre. Cette notoriété lui valut des sollicitations répétées du PCUS qui voulait en faire un de ses membres mais toute sa vie il résista à l'appel des sirènes.     
Pendant la Seconde Guerre mondiale, il devint opérateur et producteur au studio Sibtekhfilm pour réaliser des films destinés à l'entraînement des militaires et à la propagande. Après la Grande Guerre patriotique, il reprit son activité de réalisateur et de chef opérateur au studio des films populaires de Leningrad (Леннауч фильм). En 1947 il réalisa Les météores où, pour la première fois, les aurores boréales  furent représentées d'une manière convaincante et non avec des images animées comme auparavant. En 1948, il inventa avec le chef opérateur les trucages luminescents et en 1951, il introduisit de la science fiction dans son film L'Univers. En 1957, il tourna En route vers les étoiles, un film visionnaire et en 1962 ce fut La Planète des tempêtes avec son fameux robot «John» aux 42 points d'articulation sur ses membres principaux. Le film diffusé dans 28 pays eut un grand succès international. Le producteur hollywoodien Roger Corman rachète les droits du film dont les séquences seront utilisées dans Voyage sur la planète préhistorique (1965) et pour le tournage du Voyage to the Planet of Prehistoric Women en 1968,. La ministre de la culture d'alors, Madame Yekaterina Furtseva ne l'apprécia pas tout entier car elle voulut faire couper la scène où la cosmonaute pleure car pensait-elle «La femme astronaute soviétique ne peut pas pleurer». Ensuite Klouchantsev tomba en disgrâce et se remit à réaliser des courts-métrages.
En 1970, année il reçut le titre d'artiste émérite de la République socialiste de Russie et en 1972, alors qu'il avait réalisé près de 100 films, il franchit pour la dernière fois la porte des studios. Ses travaux, petit à petit, furent délaissés mais il ne se découragea pas et tout ce qu'il avait en tête fut écrit dans des livres de vulgarisation scientifique d'astronomie et d'aérospatiale pour enfants traduits en 16 langues. On l'avait tellement oublié qu'entre 1985 et 1991, pendant la perestroïka, quand George Lucas vint à Moscou pour le rencontrer, qu'il voulut des renseignements pour le retrouver on lui répondit en substance: «Qui c'est ce mec»?. Il ne put le voir mais Robert Skotak eut plus de chance. Le célèbre superviseur des effets spéciaux américain lui écrivit pour avoir des «tuyaux» sur 50 trucs sur 300 qu'il n'avait pas réussi à réaliser à l'aide de l'informatique. Pavel Klouchantsev très flatté de l'intérêt que lui portait cette célébrité lui renvoya gracieusement une documentation énorme avec explications, descriptions et photographies. Cependant Robert Skotak se rendit à Saint-Pétersbourg pour avoir des informations complémentaires et rencontra le maître du film de science fiction russe qui terminait sa vie dans la misère, dans un appartement exigu en compagnie de son épouse.
En 1985, pour son 85e anniversaire, on se souvint de lui aux États-Unis avec deux programmes sur Discovery Channel et deux articles dans le journal American cinematographer, mais en Russie il n'y eut rien car au milieu des bouleversements politiques et économiques, les anciennes structures de l'industrie cinématographiques végétaient ou disparaissaient; on avait d'autres soucis. 
Lorsque Pavel Klouchantsev mourut, il était presque aveugle à la suite d'une opération mal conduite. Il est enterré au Cimetière orthodoxe de Smolensk de Saint-Pétersbourg.

## Hommages
Disparu depuis un an, alors qu'il était encore connu à l'étranger car certains de ses films étaient diffusés dans plusieurs pays, dans des salles et à la télévision, en France, sur Arte par exemple, son pays se souvint de lui en l'an 2000, à l'occasion du 90e anniversaire de sa naissance. Ses anciens élèves du studio Lennautchfilm de Léningrad lui consacrèrent un documentaire: Pavel Klouchantsev - Vers les étoiles sous la direction de Alekseï Tkalia en 2000. On le connaissait aussi au Danemark: les réalisatrices et scénaristes Sonia Vesterholt et Mads Baastrup réalisèrent en 2002 un film sur sa vie et son œuvre intitulé Star Dreamer (Celui qui rêvait aux étoiles). En 2009, la réalisatrice Ekaterina Akkuratova et le scénariste Robert Karateev firent un 3e documentaire intitulé Pronostiqueur.

## Filmographie

### Réalisateur
- 1935 : Les Sept barrières
- 1937 : Intrépides
- 1946 : La Lumière polaire
- 1947 : Les Météorites
- 1951 : L'Univers ou Le Cosmos
- 1956 : Le Mystère de la matière
- 1957 : En route vers les étoiles
- 1962 : La Planète des tempêtes
- 1965 : La lune
- 1968 : Mars (film, 1968) (ru)
- 1970 : Je vois la Terre

### Scénariste
- 1947 : Les Météores ou Les Météorites
- 1951 : L'Univers ou Le Cosmos
- 1962 : La Planète des tempêtes
- 1965 : la Lune
- 1968 : Mars (film, 1968) (ru)
- Le peuple des étoiles non tourné

## Distinctions
Avertissement: Ce palmarès est établi à partir des renseignements trouvés dans les références mais on ne retrouve pas de traces de ces récompenses dans les sites consacrés à ces festivals donc les «renseignements» ci-dessous doivent être exploités avec davantage de prudence.
- Le studio reçut pour la première fois un prix international au festival de Venise pour Les Météorites.
- 1952 : Diplôme au IVe festival international du film à Paris pour L'Univers
- 1952 : Récompense au VIIe festival international du film à Karlovy Vary pour L'Univers
- 1958 : Récompense au festival de Moscou pour En route vers les étoiles
- 1958 : Récompense au festival international du film scientifique et technique de Belgrade pour En route vers les étoiles
- 1966 : Sceau d'or au IVe festival du film fantastique de Trieste pour La Lune
- 1970: Artiste émérite de Russie